# Kučeř
Kučeř (deutsch Kutscheř, auch Kutschersch) ist eine Gemeinde in Tschechien. Sie liegt neun Kilometer westlich von Milevsko und gehört zum Okres Písek.

## Geographie
Kučeř befindet sich im Westen der zum Mittelböhmischen Hügelland gehörigen Milevská pahorkatina in der Talmulde des Baches Kučeřský potok. Gegen Westen erstreckt sich das mit dem Orlíkstausee geflutete Moldautal. Am nordwestlichen Ortsrand verläuft die Staatsstraße II/121 zwischen Milevsko und Mirotice, die südwestlich von Kučeř auf der Straßenbrücke Zvíkovský Vltavský most über die Moldau führt. Nordöstlich erhebt sich der Chlum (552 m) und im Osten der Karlův vrch (535 m).
Nachbarorte sind Požáry, Slabšice, Olšičky, Chlum und Sobědraž im Norden, Pazderna, Velká, Svatý Jan und Osek im Nordosten, Hamr, Pazderna und Rukáveč im Osten, U Křížku, Květov, Dolnice und Pazderna im Südosten, V Dolanech, Vůsí und Červená 2. díl im Süden, U Kloboučníků, U Moravců, Oslov, Dejmov, Svatá Anna, Komora und Zvíkovské Podhradí im Südwesten, Bohuslavský, Borek, Matuška, Na Budách und Zvíkov im Osten sowie Varta und Jickovice im Nordwesten.

## Geschichte

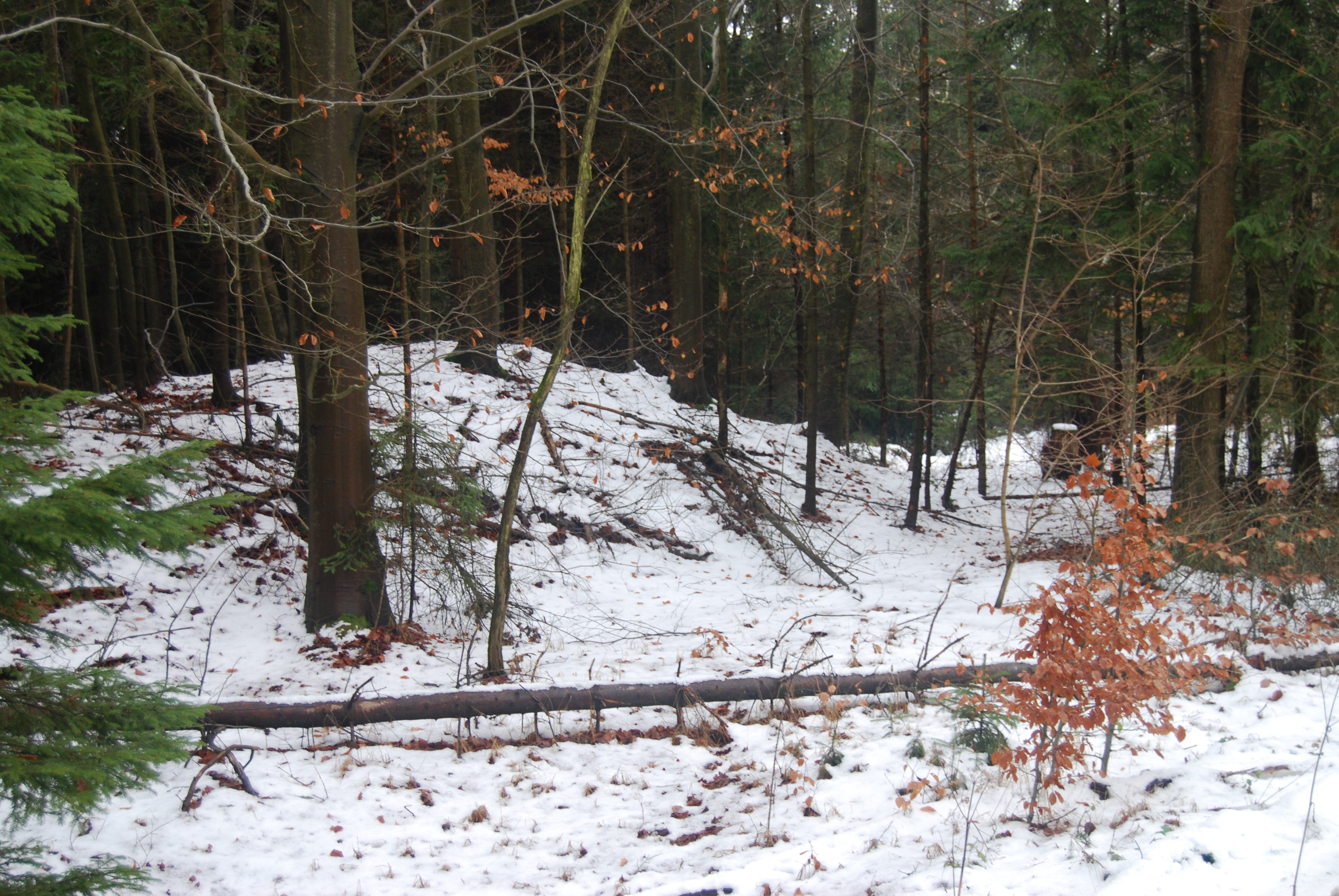
Viereckschanze Obrovy hroby

Archäologische Funde belegen eine frühzeitliche Besiedlung des Gemeindegebietes, am westlichen Fußes des Chlum liegt die Viereckschanze Obrovy hroby.
Kučeř gehörte wahrscheinlich seit dem 13. Jahrhundert zu den Besitzungen des Prämonstratenserklosters Mühlhausen. Das Kloster wurde am 23. April 1420 von den Hussiten zerstört, wobei auch alle Urkunden verloren gingen. Danach schlug der Klingenberger Burggraf Jan Hájek von Hodětín die verwaisten Klostergüter der königlichen Herrschaft Klingenberg zu. Nachdem im Jahre 1430 Hussiten die Burg Klingenberg belagerten, verpfändete König Sigismund die Herrschaft 1431 an Ulrich II. von Rosenberg, weil er befürchtete, dass sein Burggraf Kunata Kapléř recht bald zu den Aufständischen überlaufen würde. Heinrich V. von Rosenberg, der die überschuldete Herrschaft 1472 übernommen hatte, verkaufte am 28. September 1473 ein Viertel der Besitzungen des Hauses Rosenberg, darunter auch das Klingenberger Pfand, seinem Vetter Bohuslav V. von Schwanberg.
Die erste schriftliche Erwähnung von Kučeř stammt aus dem Jahre 1488. Nachdem Christoph von Schwanberg 1534 verstorben war, erfolgte 1540 eine Teilung der Klingenberger Güter, wobei sein zweitältester Sohn Johann von Schwanberg die Herrschaft Mühlhausen erhielt. Zu dieser gehörten neben Kučeř u. a. auch die Dörfer Stehlovice, Bilina, Branice, Křižanov, Rukáveč, Velká, Veselíčko und Květov. Im Jahre 1559 erbte Johanns Sohn Christoph von Schwanberg die Herrschaft Mühlhausen. Christoph von Schwanberg verband die Herrschaft Klingenberg 1574 mit seiner drei Jahre zuvor erworbenen Herrschaft Worlik und kaufte Klingenberg im Jahre darauf als erblichen Besitz. Am 4. September 1612 verkaufte Georg Ehrenreich von Schwanberg u. a. die Dörfer Kučeř, Květov, Jickovice, Velká, Rukáveč, Stehlovice, Jetětice, Branice, Osek, Vůsí und Červená nad Vltavou an Georg von Schwanberg. Während des Ständeaufstandes von 1618 gehörte Peter von Schwanberg zu den Anführern der Aufständischen. Nach der Schlacht am Weißen Berg belagerte ein kaiserliches Heer unter Kommando von Baltasar von Marradas mit 2500 Mann von Itzkowitz und Warta aus fast zwei Jahre die Burg Klingenberg. Der Nachlass des 1621 verstorbenen Peter von Schwanberg wurde gerichtlich konfisziert, die 150 Mann starke Besatzung verteidigte die schwer einzunehmende Burg Klingenberg jedoch erfolgreich. Nach der Kapitulation vom 21. November 1621 erhielt Adam von Sternberg die Herrschaft. Er verkaufte die Herrschaft Worlik mit Klingenberg 1622 an die Fürsten von Eggenberg. Nachdem 1717 die Eggenberger im Mannesstamme erloschen, erbte 1719 das Haus Schwarzenberg deren Besitzungen.
Im Jahre 1837 bestand Kutscheř aus 42 Häusern mit 435 Einwohnern, darunter einer Israelitenfamilie. Pfarr- und Schulort war Čerwena. Bis zur Mitte des 19. Jahrhunderts blieb Kutscheř als Teil der Herrschaft Klingenberg der Fideikommissherrschaft Worlik samt den Allodialgütern Zalužan, Zbenitz und Bukowan untertänig.
Nach der Aufhebung der Patrimonialherrschaften bildete Kučeř / Kutscheř ab 1850 eine Gemeinde in der Bezirkshauptmannschaft Písek und dem Gerichtsbezirk Milevsko. Wegen des beschwerlichen Schulweges nach Červená im Moldautal, auf dem sich auch tödliche Unfälle ereignet hatten, beantragte die Gemeinde Kučeř 1872 die Errichtung einer eigenen Schule. Mit Beginn des Schuljahres 1873/74 nahm in Kučeř eine einklassige Dorfschule in angemieteten Räumlichkeiten den Unterricht auf. Zwischen 1876 und 1878 wurde ein Schulhaus errichtet. Der zweiklassige Unterricht wurde 1881 aufgenommen und im Jahr darauf auch die Kinder aus Květov eingeschult.
Ab 1919 gehörte die Gemeinde zum Okres Milevsko. Zwischen 1956 und 1963 erfolgte der Bau der Orlík-Talsperre, mit der das Moldautal überflutet wurde. Im Zuge der Aufhebung des Okres Milevsko wurde Kučeř Ende 1960 wieder dem Okres Písek zugeordnet. 1964 erfolgte die Eingemeindung von Jickovice und Strážka. Später wurde die Schule geschlossen und der Unterricht nach Milevsko verlegt. Am 24. November 1990 lösten sich Jickovice und Strážka wieder von Kučeř los und bildeten die Gemeinde Jickovice.

## Gemeindegliederung
Für die Gemeinde Kučeř sind keine Ortsteile ausgewiesen. Zu Kučeř gehören die Einschichten Bohuslavský, Borek, Matuška, Pazderna, U Kloboučníků, U Moravců und V Dolanech.

## Sehenswürdigkeiten
- Kapelle des hl. Wenzel, erbaut 1881. Die Gemälde schuf Oldřich Pejša.
- Steinkreuz
- Obrovy hroby, auch Hradiště genannt, nördlich des Dorfes, die keltische Viereckschanze hat eine Seitenlänge von 45 m. Sie gehört zu den Kulturdenkmälern des Okres Písek. Der heutige Name resultiert aus der Legende, dass die Hügel die Grabstätte einer Riesenfamilie seien.
- Naturdenkmal Sobědražský prales, Urwaldrelikt am Westhang des Chlum
- Straßenbrücke Zvíkovský Vltavský most über die Moldau, sie wurde am Übergang der 1950er und 1960er im Verfahren der Fliegenden Betonage (Letmá betonáž) errichtet.

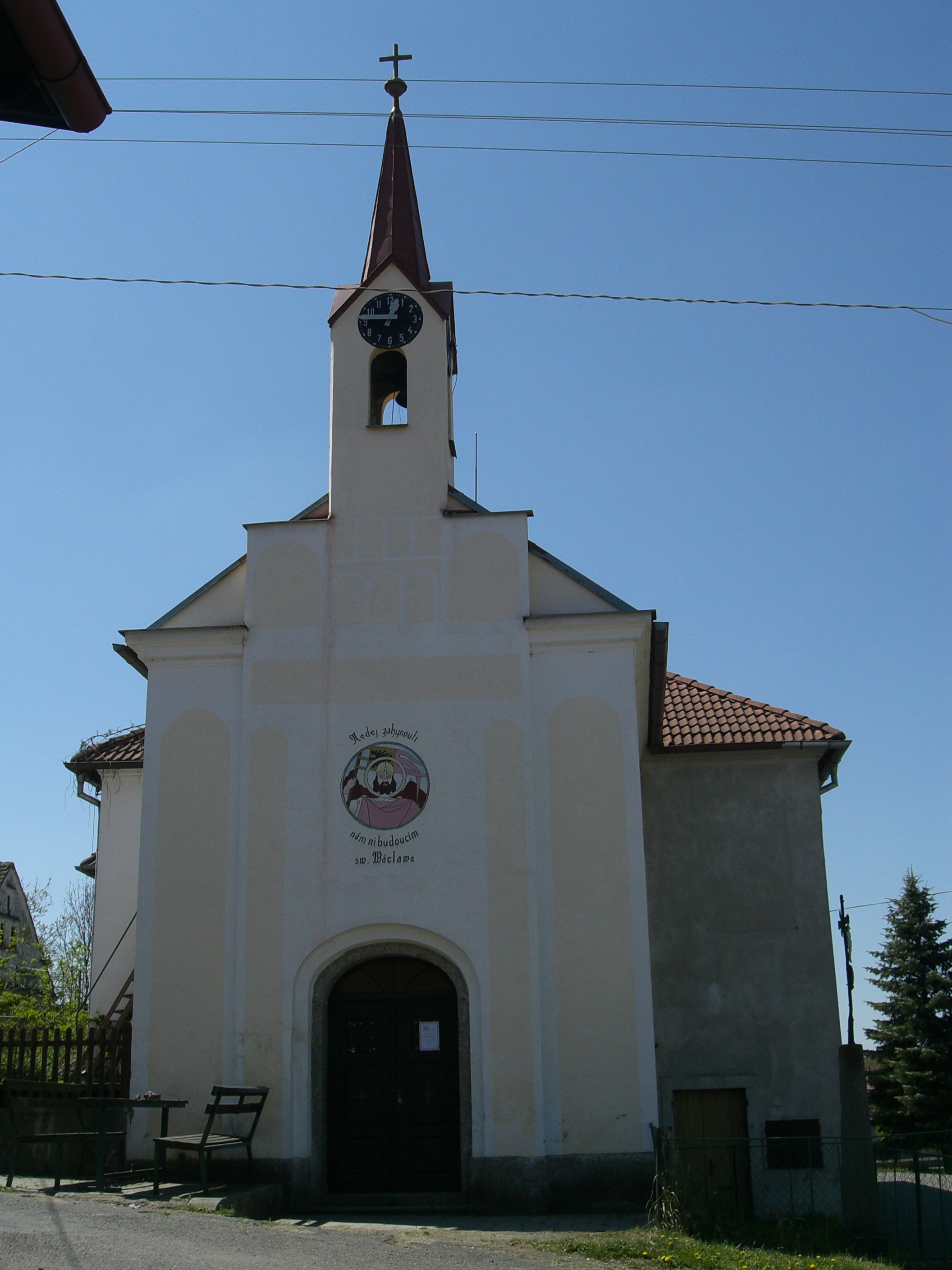
Kapelle des hl. Wenzel
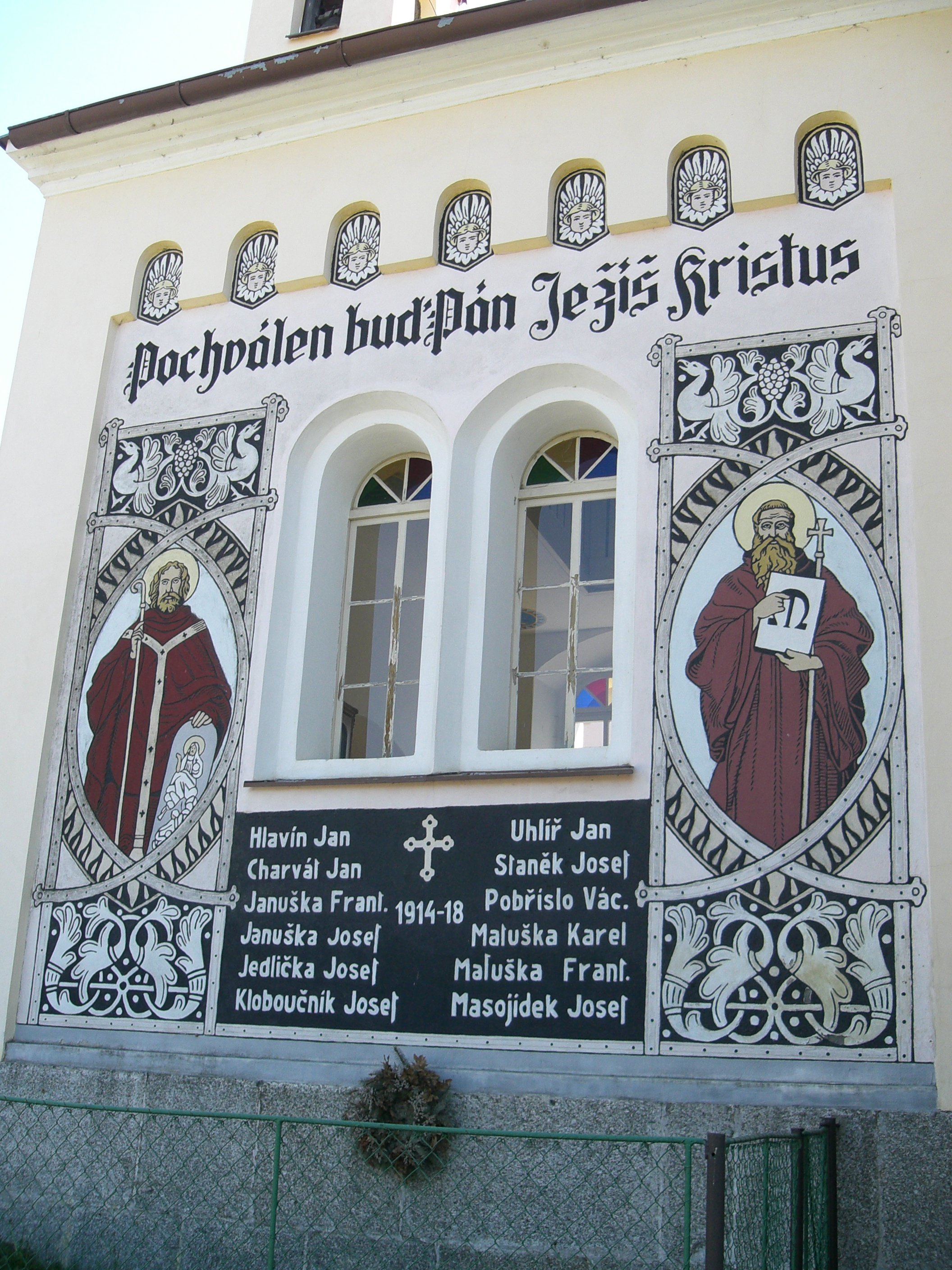
Gedenkfassade an die Gefallenen des Ersten Weltkrieges an der Kapelle des hl. Wenzel
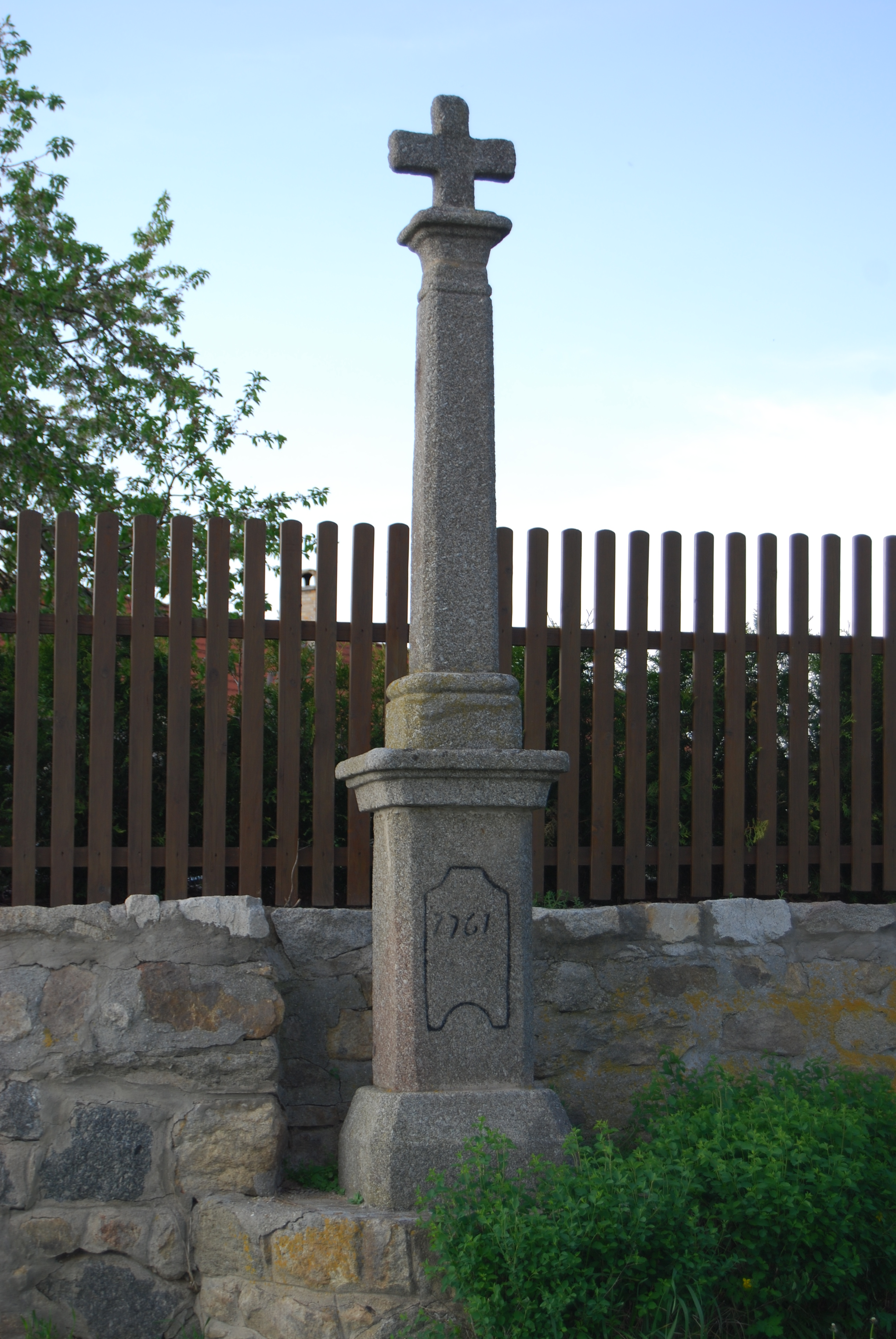
Steinkreuz

## Söhne und Töchter der Gemeinde
- Josef Souhrada (1838–1892), böhmischer Priester und Schriftsteller